# Supercopa de Omán
La Supercopa de Omán es una competición de fútbol organizada por la Federación de Fútbol de Omán, se disputa anualmente entre los campeones de la Liga Profesional de Omán y el ganador de la Copa del Sultán Qabus o Copa de Omán. El partido se disputa una semana antes de comenzar la temporada de fútbol, y se ha disputado desde 1999.

## Palmarés
| Temporada | Campeón                                | Resultado                              | Finalista                              |
| --------- | -------------------------------------- | -------------------------------------- | -------------------------------------- |
| 1999      | Dhofar Club                            | 2 - 1                                  | Al-Seeb Sports Club                    |
| 2000      | Al-Oruba Sur                           | 1 - 1 (10-9 pen.)                      | Dhofar Club                            |
| 2001      | Al-Seeb                                | 3 - 1                                  | Al-Nasr                                |
| 2002      | Al-Oruba Sur                           | 2 - 1                                  | Al-Nasr                                |
| 2003      | No disputada                           | No disputada                           | No disputada                           |
| 2004      | Mascate FC                             | 3 - 2                                  | Al-Seeb Sports Club                    |
| 2005      | Mascate FC                             | 2 - 1                                  | Dhofar Club                            |
| 2006      | No disputada                           | No disputada                           | No disputada                           |
| 2007      | No disputada                           | No disputada                           | No disputada                           |
| 2008      | Al-Oruba Sur                           | 2 - 0                                  | Sur Club                               |
| 2009      | Al-Nahda FC                            | 1 - 0                                  | Al-Suwaiq                              |
| 2010      | Saham Club                             | 1 - 0                                  | Al-Suwaiq                              |
| 2011      | Al-Oruba Sur                           | 3 - 0                                  | Al-Suwaiq                              |
| 2012      | Fanja SC                               | 1 - 0                                  | Dhofar Club                            |
| 2013      | Al-Suwaiq                              | 2 - 1                                  | Fanja SC                               |
| 2014      | Al-Nahda FC                            | 0 - 0 (6-5 pen.)                       | Fanja SC                               |
| 2015      | Fanja SC                               | 3 - 0                                  | Al-Oruba Sur                           |
| 2016      | Saham Club                             | 1 - 0                                  | Fanja SC                               |
| 2017      | Dhofar Club                            | 2 - 1                                  | Al-Suwaiq                              |
| 2018      | Al Nasr                                | 0 - 0 (4-2 pen.)                       | Al-Suwaiq                              |
| 2019      | Dhofar Club                            | 4 - 0                                  | Sur Club                               |
| 2020      | No se disputó por Pandemia de COVID-19 | No se disputó por Pandemia de COVID-19 | No se disputó por Pandemia de COVID-19 |
| 2022      | Al-Seeb                                | 2 - 0                                  | Al-Nahda                               |
| 2023      | Al-Seeb                                | 3 - 1                                  | Al-Nahda                               |

## Títulos por club
| Club            | Campeón | Subcampeón | Años campeón           |
| --------------- | ------- | ---------- | ---------------------- |
| Al-Oruba Sur    | 4       | 1          | 2000, 2002, 2008, 2011 |
| Dhofar Club     | 3       | 3          | 1999, 2017, 2019       |
| Al-Seeb SC      | 3       | 2          | 2001, 2022, 2023       |
| Fanja SC        | 2       | 3          | 2012, 2015             |
| Al-Nahda FC     | 2       | 2          | 2009, 2014             |
| Muscat FC       | 2       | -          | 2004, 2005             |
| Saham Club      | 2       | -          | 2010, 2016             |
| Al-Suwaiq       | 1       | 5          | 2013                   |
| Al-Nasr Salalah | 1       | 1          | 2018                   |
| Sur Club        | -       | 2          | -----                  |